# Brezje pri Rožnem Dolu
Brezje pri Rožnem Dolu este o localitate din comuna Semič, Slovenia, cu o populație de 12 locuitori.